# 坎伯蘭黑德 (紐約州)
坎伯蘭黑德（英語：Cumberland Head）是位於美國紐約州克林頓縣的普查規定居民點。

## 人口
根據2020年美國人口普查的數據，坎伯蘭黑德的面積為10.00平方千米，皆為陸地。當地共有人口1735人，而人口密度為每平方千米173.5人。